# Magdalena Hutin
Magdalena Hutin, właśc. Élisabeth Marie Magdeleine Hutin (ur. 26 kwietnia 1898 w Paryżu, zm. 6 listopada 1989 w Rzymie) – francuska zakonnica katolicka, założycielka zgromadzenia małych sióstr Jezusa.

## Życiorys
Była najmłodszą z sześciorga dzieci Josepha i Jeanne Hutin. Pod wpływem ojca zainteresowała się w młodości postacią misjonarza Karola de Foucauld. Z uwagi na chorobę, przez wiele lat bezskutecznie usiłowała wstąpić do zakonu. W latach 1928–1936 kierowała szkołą sióstr Sacré Cœur w Nantes. W 1936 roku wyjechała do Boghari w Algierii, gdzie prowadziła dom dla ubogich. W 1938 r. poznała u grobu Karola de Foucauld zakonnika René Voillaume'a, któremu przedstawiła projekt utworzenia kontemplacyjnej wspólnoty religijnej, zajmującej się także działalnością misyjną wśród muzułmanów. W latach 1938–1939 wstąpiła na nowicjat do zgromadzenia białych sióstr (MSOLA) w Algierze. W tym czasie spisała regułę planowanego nowego zgromadzenia. W 1939 r. złożyła śluby w swoim dotychczasowym zgromadzeniu i przyjęła zakonne imię Mała Siostra Jezusa Magdalena. W tym też 1939 roku razem z Małą Siostrą Anną (wł. Anną Cadoret), założyła pierwszą wspólnotę zakonną małych sióstr w Sidi Boujnan, a dwa lata później utworzyła nowicjat tego zakonu w Tubet we Francji. W 1942 roku złożyła śluby wieczyste.
Po II wojnie światowej zdecydowała się rozszerzyć działalność małych sióstr poza kraje muzułmańskie i rozpoczęła na całym świecie tworzyć wspólnoty zakonnic wśród osób ubogich. W 1947 roku uzyskała dla swojego zgromadzenia zatwierdzenie na prawie diecezjalnym diecezji Aix-en-Provence. W 1949 roku zrezygnowała z funkcji przełożonej generalnej, poświęcając się podróżom misyjnym w różnych rejonach świata, gdzie wyszukiwała lokalizację dla przyszłych placówek małych sióstr. Odwiedziła m.in. Amerykę Łacińską, Indie, Wietnam i Europę Wschodnią, w tym Polskę (pierwszy raz w 1957). W 1964 roku uzyskała dla zgromadzenia zatwierdzenie na prawie papieskim.
Nie pełniąc formalnych funkcji, miała znaczący wpływ na działalność powołanej przez siebie organizacji do swojej śmierci, m.in. była autorką kolejnych wersji konstytucji zgromadzenia (w tym tzw. "Reguły życia"), zatwierdzonej ostatecznie w 1988 roku.